# 港東 (宮崎市)
港東（みなとひがし）とは、宮崎県宮崎市の地名。檍地域自治区に属している。郵便番号は880-0851。1丁目から3丁目が設置されている。

## 地理
宮崎市の中東部、大淀川河口左岸に位置する。宮崎港のうち、宮崎港水門より東の埋め立て地からなる。居住はなく、物流会社や港湾関係施設がおかれている。

## 世帯数と人口
2023年（令和5年）3月1日現在の世帯数と人口は、居住がないため０世帯0人となっている。

## 小・中学校の学区
市立小・中学校に通う場合、学区は以下の通りとなる。
| 町名        | 小学校             | 中学校             |
| ----------- | ------------------ | ------------------ |
| 港東1-3丁目 | 宮崎市立潮見小学校 | 宮崎市立宮崎中学校 |

## 交通

### バス
宮交グループの運営するバスが営業している。

## 施設
- 宮崎港